# Чичикин, Пётр Андреевич
Пётр Андреевич Чичикин (20 июня 1916 или 20 июня [3 июля] 1916, Кожурово, Тульская губерния — 9 ноября 1994, Чебоксары) — советский государственный и партийный деятель. Исполняющий обязанности первого секретаря Чувашского обкома КПСС.

## Биография
Родился 20 июня 1916 в деревне Кожурово Белёвского уезда Тульской губернии Российской империи (ныне деревня в составе Белёвского района Тульской области России). Член ВКП(б) с 1941 года.
В 1941 году окончил Московский институт химического машиностроения, в 1958 — Высшую партийную школу при ЦК КПСС.
С 1941 года — на общественной и политической работе. В 1941—1986 гг. — инженер, на партийной работе в Чувашской АССР, министр коммунального хозяйства Чувашской АССР, заведующий отделом Чувашского обкома КПСС, первый секретарь Чебоксарского горкома КПСС, секретарь Чувашского обкома КПСС, второй секретарь Чувашского обкома КПСС, и. о. 1-го секретаря Чувашского областного комитета КПСС, второй секретарь Чувашского обкома КПСС, заместитель начальника объединения «Чувашремстрой».
Избирался депутатом Верховного Совета РСФСР 6-го, 7-го, 8-го, 9-го созывов.
Умер в 1994 году в Чебоксарах.

## Награды
- орден Октябрьской Революции
- два ордена Трудового Красного Знамени
- орден «Знак Почёта»
- медали[2].